# فهد الکواری
فهد الکواری (انگلیسی: Fahad Al Kuwari؛ زادهٔ ۱۹ دسامبر ۱۹۶۸) یک بازیکن فوتبال اهل قطر است.

## باشگاهی
از باشگاه‌هایی که در آن بازی کرده‌است می‌توان به السد، ام صلال، اشاره کرد.

## تیم ملی
وی همچنین در تیم ملی فوتبال قطر بازی کرده است.